# RocketBoy
孟阳（1983年1月29日—），游戏id为RocketBoy，中国前职业电竞选手，因在《雷神之锤III竞技场》、《毁灭战士3》等电子游戏职业比赛的出色表现而知名。《电子竞技》杂志主编称他为“中国电子竞技精神领袖”。

## 早年经历
1983年1月29日，孟阳出生于成都市东城区。孟阳10岁的时候，他的父亲因刑事案件被判无期徒刑，而母亲身体不好，无法从事繁重的工作。1997年，初二上半学期结束后，14岁的孟阳就退学了。退学后的孟阳和母亲一起经营一家录像厅。4月，孟阳买了一本《家用电脑与游戏机》杂志，里边有一篇介绍《雷神之锤II》的文章，这引起了他的兴趣。孟阳挑战了当时的许多战队服务器，他的水平获得了很多周围游戏爱好者关注。而1999年后孟阳家里的经济条件也越来越差。

## 职业生涯
2000年3月，孟阳参加了成都的一个《雷神之锤III》比赛，最后获得亚军。自此，他开始了半职业化的训练征程，开始了电子竞技项目职业玩家的生涯。2000年8月，孟阳参加了在北京举行的中国第一次职业电子竞技联盟（CPL）预选赛，他打到第四名，而第三名是他之后很多年的朋友和主要对手CHJ。那届CPL比赛跟那一年的世界电子游戏挑战赛中国区（WCGC，WCG前身）同在一座大楼里，而且是同一天。于是，孟阳打完CPL就去打WCGC了。《雷神之锤III》项目因为参加的就是那么几个熟人，所以干脆都没打，大家一致同意让参赛经验比较多的Gameboy和Butcher去韩国参加总决赛。
WCGC之后，孟阳于2001年来到北京，加入北京天下华彩网络软件有限公司，成为一名职业选手。2001年WCG预选赛，第一场就抽到了孟阳和CHJ，最终孟阳获胜。之后，孟阳拿下WCG中国区《雷神之锤III》冠军，代表中国去了韩国。2002年WCG，孟阳报了《雷神之锤III》和《虚幻竞技场》两个项目，最终拿到WCG中国区的冠军，并在《雷神之锤III》总决赛中获得世界第四，这是当时中国人在这个项目上的最好成绩。
随着《雷神之锤III》关注度的下降和比赛减少，孟阳的生活又一次跌回了谷底。他不得不到国企找了一个工作赚钱养家，但因为毫无兴趣，所以做的很无奈。2003年孟阳的电子竞技世界杯（ESWC）法国之行也很失败，在16进8的时候就被淘汰了。2004年，孟阳加入了上海的5E俱乐部，但5E只存在了半年就解散了。后来孟阳得知台湾升技电脑举办了一个“升技长城百万挑战赛”，项目是《毁灭战士3》。孟阳还没玩过这个游戏，于是赶紧找来练习。最终他以大比分战胜美国职业电竞选手Fatal1ty，获得奖金100万人民币。2004年12月在美国达拉斯举行的CPL冬季赛上，孟阳分别击败了美国第一选手Nomadic和德国的欧洲第一选手dragon，获得了《毁灭战士3》项目的世界冠军，这也是中国第一个电子竞技单人项目世界冠军。
2005年，孟阳回到北京，继续过着到处打比赛挣奖金的日子。2007年，孟阳加入了World Elite战队并主职FPS方面项目，之后他也渐渐淡出了职业赛事。2013年，孟阳入职腾讯公司，负责游戏引进、策划等方面的工作。2016年，孟阳加入《守望先锋》战队VETERAN.ONE。8月，战队进行整合，孟阳加入iG.Ice。

## 个人生活
2015年底，孟阳与女友成婚。2016年9月25日，两人举办了一场《守望先锋》主题的婚礼，吸引了许多电竞圈人士参与。

## 战绩
- 2000年 CPL中国区选拔赛－第四名
- 2001年 WCG中国赛区北京分赛区《雷神之锤III》项目－冠军
- 2001年 WCG中国赛区总决赛《雷神之锤III》项目－冠军
- 2002年 WCG中国赛区总决赛《雷神之锤III》、《虚幻竞技场》项目－双项冠军
- 2002年 WCG总决赛《雷神之锤III》项目－第四名
- 2004年 WCG中国赛区总决赛《虚幻竞技场2004》项目－冠军
- 2004年 升技长城百万挑战赛－冠军
- 2004年 CPL冬季锦标赛《毁灭战士3》项目－全球冠军
- 2005年 QuakeCon全球锦标赛《毁灭战士3》项目－亚军
- 2006年 CPL全球巡回赛新加坡站《雷神之锤III》项目－第四名
- 2007年 华硕世界电子竞技大师赛（WGT）《雷神之锤III》项目－亚军[6]